# ドーノワ夫人
ドーノワ伯爵夫人（Countess d'Aulnoy）としても知られるマリー＝カトリーヌ・ル・ジュメル・ド・バルヌヴィル（Marie-Catherine Le Jumel de Barneville, Baroness d'Aulnoy ）、ドーノワ男爵夫人（Baroness d'Aulnoy、1650年あるいは1651年 - 1705年1月4日）は、妖精物語で知られるフランスの作家である。彼女は自身の作品に『妖精物語（contes de fées）』と名付け、こんにちジャンル一般に使われる用語の起源となった。

## 生涯
ドーノワ夫人はカルヴァドスのバルヌヴィル＝ラ＝ベルトランで、貴族のル・ジュメル・ド・バルヌヴィル一族の一員として生まれた。彼女はマリー・ブリュノー・デ・ロージュ（Marie Bruneau des Loges）のいとこであり、フランソワ・ド・マレルブやジャン＝ルイ・ゲ・ド・バルザックの友人であった。1666年、彼女は、父親の取りまとめた相手で30歳年上のパリ人であり、ヴァンドーム男爵家のドーノワ男爵フランシス・ド・ラ・モットと15歳で結婚した。彼は自由主義者で、ばくち打ちとしても知られていた。1669年、ドーノワ男爵は2人の人物、おそらくドーノワ夫人の（19歳の）愛人と、再婚してガダーニュ侯爵夫人となった彼女の母の愛人に、王が課した税金に反対する発言をした反逆者として告発された。男爵は有罪判決を受けた場合死刑になったと考えられる。彼は、法廷で自身の無実をついに証明するまでバスティーユで3年過ごし、告訴に関与した2人の男が代わりに処刑された。この告発と反訴の記録はバスティーユの記録に残っている。ガダーニュ侯爵夫人はイギリスへ逃れ、ドーノワ夫人は逮捕状が出されたにもかかわらず、窓から脱出して警官から逃れ、教会に隠れた。ドーノワ夫人は1685年に（おそらくスパイ行為に対する恩赦として）パリへ戻るまで、フランスのスパイとして働いた可能性があり、しばらくの間オランダ、スペイン、イギリスで過ごしたと考えられる。母ガダーニュ侯爵夫人はマドリッドに留まり、スペイン王に年金を与えられた。ドーノワ夫人はブノワ通りの自宅でサロンを主宰したが、そこには彼女の親しい友人であるサン＝テヴルモンを含む一流の貴族や王族が頻繁に訪れた。
1699年、ドーノワ夫人の友人アンジェリーク・ティケ（Angélique Ticquet）は、彼女の使用人が暴力的なアンジェリークの夫に報復したために、斬首された。彼女もまた、強いられた結婚から逃れようとしていた。その使用人はティケ評定員に吊され、銃で撃たれ、傷つけられていた。ドーノワ夫人は事件への関与が疑われたが迫害を逃れ、20年間パリの社交の場に関わらなくなった。
ドーノワ夫人は3冊の擬似回顧録と2冊の妖精物語集、3冊の「歴史的な」小説を含む12冊の本を出版した。1692年、ドーノワ夫人は『古今フランス詩人詩華集』（Recueil des plus belles pièces des poètes français）に寄稿し、自身のマドリッドとロンドンでの宮廷生活に基づいた旅行回想録を書いた。彼女の見識は盗用かでっち上げかもしれないが、これらの物語は後に彼女の最も著名な作品となった。彼女はフランス国外の歴史家と物語の記録者として高い評価を得て、Paduan Accademia dei Ricovatriのメンバーに選ばれ、歴史を司るムーサ、クレイオーの名で呼ばれた。しかしながら当時の「歴史」は、定義がより曖昧な用語だったため、彼女の記述には架空の出来事も含まれる。150年のうちに、歴史を記録する形式がより厳格になり、彼女の著述は「詐欺」と断じられた。しかしフランスとイギリスでは、その時代の批評の感情を反映し、彼女の作品は単なる気晴らしと考えられていた。彼女の仏蘭戦争をより正確に記録しようという試みは、うまくいかなかった。執筆活動によって得られた収入は3人の娘を育てるのに役立ったが、全ての作品が彼女の生前に出版されたわけではない。
彼女の最も著名な作品は『妖精物語』（Les Contes des Fée）と『妖精物語または当世風の妖精』（Contes Nouveaux, ou Les Fées à la Mode）の中で語られる妖精物語と冒険物語である。ドーノワ夫人より135年ほど後に生まれたグリム兄弟のメルヘンとは違って、彼女は自身の物語を、おそらくサロンで物語られたように、より会話的な形式で語っている。作品の多くは獣の花嫁や花婿の世界であり、ヒロインが大きな障害を乗り越えた後に愛と幸福がやって来るというものだった。こうした物語は子供向けではなく、イギリスに適応したものは、元の物語からかなり変容している。

## 子女
ドーノワ夫人は6人の子を儲け、うち2人は離婚後に生まれたが、夫の姓を受け継いだ。
- マリー＝アンジェリーク（Marie-Angélique、1667年1月26日生、おそらく1669年11月以前に夭折[8]）。
- ドミニク＝セザール（Dominique-César、1667年11月23日生、夭折）唯一の男子。
- マリー＝アンヌ、バルヴァニーユ夫人（Marie-Anne, Dame de Barvenille、1667年10月26日[9] - 1726年以前没[10]）。彼女は1685年11月29日ベリー出身の貴族で、のちのバルヴァニーユ卿クラウド=ドニ・デール（Claude-Denis de Héère 、1658年 - 1711年6月より前[10]）と結婚し、以下の子を儲けた。
  - ジャック＝ドニ＝オーギュスタン・デール（Jacques-Denis-Augustin de Héère、1698年 - ?）、1734年11月2日ジュヌヴィエーヴ・フラソワーズ・ド・ラ・フォシュ（ Geneviève Françoise de La Fauche）と結婚。子供なし。
  - マルグリット・デール（Marguerite de Héère, Dame de Vaudoy）、ヴォドワ夫人。
  - ドニ＝リュクレース・デール（Denise-Lucrèce de Héère、生年不明 - 1772年より後）
  - マルグリット＝フランソワーズ・デール（Marguerite-Françoise de Héère）。
    - フランソワ＝アレクサンドル・ド・フォンタンジュ（François-Alexandre de Fontanges、1736年11月28日 - 1754年）、1767年N・ド・バロール＝ロシュモン（N. de Barol-Rochemont）と結婚。子女は知られていない。
- ジュディット＝アンリエット（Judith-Henriette、1669年11月14日 - 1711年より後)、1704年9月4日、マドリッドで第2代バルセント侯爵ジュリオ・オラツィオ・プッチ（Giulio Orazio Pucci）と結婚し、少なくとも2子を儲けた。
  - アントニオ・プッチ（Antonio Pucci[11]）。
  - ルイーザ・マリア・プッチ（Luisa Maria Pucci）、フランチェスコ・グイチャルディーニの最初の妻。
- テレーズ＝エイメ（Thérèse-Aimée (1676年10月13日 - 1726年より後[11])、エドメー・デ・プレオー・ダンティニー（Edmé des Préaux d'Antigny）と結婚し、一女を儲けた。
  - エドメー=アンジェリーク・デ・プレオー・ダンティニー（Edmée-Angélique des Préaux d'Antigny、1704年11月18日 - 没年不明） 、ピエール＝ジョセフ・ヴァーマル（Pierre-Joseph Vermale）と結婚したが、破棄された。
- フランソワーズ＝アンジェリーク＝マクシム（Françoise-Angélique-Maxime1677年ごろ -17 November 1727年11月17日）、彼女は結婚せず、子供も持たなかった。

## 著作
日本語の表題は再話 を含め翻訳の出版があるもの、論文で確認できるものに拠り、確認の取れなかったものについては翻訳せず原題を表記した。
- Sentiments d'une Ame penitente
- Le Retour d'une Ame à Dieu
- 『デュグラ伯爵イポリットの物語』[12][13][14](Histoire d'Hippolyte, comte de Duglas) (1690)
- Histoire de Jean de Bourbon, Prince de Carency (1692)
- Le Comte de Warwick
- 『スペイン回想記』[15](Memoire de la cour d'Espagne) (1690)
- 『スペイン旅行記』 [15](Memoires de la cour d'Espagne, Relation du voyage d'Espagne) (1690 あるいは 1691)
- Mémoires de la cour d'Angleterre（1695）

- 『仙女物語』[2][16]『妖精物語』[17]（Les Contes des Fées） (1697)
  - 「バビオル（英語版）」[18]（Babiole）
  - 「フィネット・サンドロン（英語版）」[14]（Finette Cendron）
  - 「グラシウズとペルシネ（英語版）」[14]（Gracieuse et Percinet）
  - 「サンザシ姫（英語版）」[19]（La Princesse Printanière）
  - 「ロゼット姫（英語版）」[20][14][19]（La Princesse Rosette）
  - 「オレンジの木と蜜蜂（英語版）」[14]（L’Orangier et l'Abeille）
  - 「カエルの精とライオンの精（英語版）」[21]（La Grenouille bienfaisante）
  - 「青い鳥（英語版）」[14]（L'Oiseau bleu）
  - 「いるか（英語版）」[14]（Le Dauphin）
  - 「フェリシアとナデシコの鉢（英語版）」[22]（Fortunée）
  - The Imp Prince（英語版） Le Prince Lutin
  - 「小さなやさしいネズミ（英語版）」[19]（La bonne petite souris）
  - 「羊王子（英語版）」[14]「ふしぎな羊」[22]（Le Mouton）
  - 「うるわしき金髪姫（英語版）」[22]「金髪の美女」[14]（La Belle aux cheveux d'or）
  - 「黄色い小人（英語版）」[23]（Le Nain jaune）
  - 「白い雌ジカ（英語版）」[21]「白い雌鹿」[23]「嘆きの雌鹿」[2][14]（La Biche au bois）

- 『妖精物語または当世風の妖精』[17]（Contes Nouveaux ou Les Fées à la Mode）(1698)
  - 「ベル＝ベルまたは騎士フォルチュネ（英語版）」[14]（Belle-Belle ou Le Chevalier Fortuné）
  - 「緑色の蛇（英語版）」[14]（Serpentin vert）
  - 「白い猫（英語版）」[14][22]「白猫」[14]「白猫と王子」[24]（La Chatte Blanche）
  - 「金の枝（英語版）」[19]（Le Rameau d'Or）
  - 「鳩になった王子と王女（英語版）」[14]（Le Pigeon et la Colombe）
  - 「猪王子（英語版）」[14]（Le Prince Marcassin）
  - 「美しい星の王女（英語版）」[14]（La Princesse Belle-Étoile）